# Kotoni Staggs

a Compétitions nationales et continentales officielles uniquement.

b Matchs officiels uniquement.
Kotoni Staggs , né le 29 octobre 1998 à Wellington (Australie), est un joueur de rugby à XIII tongien évoluant au postede centre ou de demi d'ouverture. Il fait ses débuts en National Rugby League (« NRL ») avec les Broncos de Brisbane lors de la saison 2018. Il s'impose au poste de centre et y devient une référence en étant désigné meilleur centre de la National Rugby League en 2020 .

## Palmarès
- Individuel :
  - Elu meilleur centre de la National Rugby League : 2020 (Brisbane).

### En club

#### Statistiques
| Saison | Club             | Compétition           | Matchs | Points | Essais | Goals | Drops |
| ------ | ---------------- | --------------------- | ------ | ------ | ------ | ----- | ----- |
| 2018   | Brisbane Broncos | National Rugby League | 9      | 8      | 2      | -     | -     |
| 2019   | Brisbane Broncos | National Rugby League | 24     | 72     | 11     | 14    | -     |
| 2020   | Brisbane Broncos | National Rugby League | 14     | 76     | 10     | 18    | -     |
| 2021   | Brisbane Broncos | National Rugby League | 0      | -      | -      | -     | -     |